# Haut des Fourches
Der Ruisseau du Haut des Fourches, auch Ruisseau de la Banie genannt, ist ein gut ein Kilometer langer Bach im französischen Département Vosges. Er ist ein linker Zufluss des Ruisseau du Moulin.

## Geographie

### Verlauf
Der Ruisseau du Haut des Fourches entspringt auf einer Höhe von etwa 382 m etwa 800 Meter südwestlich von  Suriauville. Seine Quelle liegt am Südrand eines Mischwalds gut 100 Meter nördlich der Departementsstraße 13.
Der Bach fließt zunächst in ostnordöstlicher Richtung etwa 200 Meter am Rande des Waldes entlang, läuft dann durch Grünland und kreuzt dabei einen Feldweg. Er schlägt anschließend einen Bogen nach rechts, unterquert dann die D 13 und läuft dann in südsüdöstlicher Richtung durch Grünland an einer Zufahrtsstraße entlang.
Er mündet schließlich auf einer auf einer Höhe von etwa 362 m von links in den aus dem Südwesten kommenden Ruisseau du Moulin.
Der 1,02 km lange Lauf des Ruisseau du Haut des Fourches endet ungefähr 20 Höhenmeter unterhalb seiner Quelle, er hat somit ein mittleres Sohlgefälle von etwa 20 ‰.

### Orte
- Suriauville